# Én hősöm
Az Én Hősöm (My hero) egy angol gyártású televíziós sorozat, amelyet Paul Mendenson ötlete alapján készítettek. 2000 és 2006 között ment a BBC-n.  A sorozat egy nem túl éles eszű szuperhősnek, Thermoman-nek a "bohóckodását" követi végig, akit Ardal O’Hanlon alakít.

## Szereplők

### Thermoman
A sorozat főszereplője, egyben egy szuperhős: Thermoman (Ardal O’Hanlon), álneve George Sunday. Nem egy hétköznapi szuperhős, mivel egy földi nőbe, Janet Dawkins Sunday-ba (Emily Joyce) szerelmes. Így Thermoman-nek is úgy kell tennie, mint ha ő is csak egyszerű, két lábbal földön járó mindennapi ember lenne. Ám ez nem igen könnyű, mert Janet barátai/barátnői igen nagy rajongói Thermoman-nek és már nem kevésszer volt rá példa, hogy felismerték Thermoman-t, de mindig talált valami kiutat.

### Cassie Sunday(Madeleine Mortimer)
Thermoman eredeti felesége. A sorozatból nagyon keveset tudunk róla, de annyi biztos, hogy ő is szuperhős és valamikor elviszi Thermoman-t Ultron-ra, természetes élőhelyére.

### Ollie Sunday(Finlay Stroud)
Thermoman és Janet Dawkins Sunday közös gyermeke, aki már a Föld bolygón született. Neki is vannak szuper képességei, mint apjának, de  földi élethez is szokott.

### Piers Crispin(Hugh Dennis)
Orvos, Janet Dawkins Sunday főnöke.

### Arnie(Lou Hirsch)
Thermoman barátja, kocsmáros. Története szerint régen ő is szuperhős volt, de mivel képességeivel visszaélt, azokat elvették tőle, és így már ő is földi életet él.

### Mrs Raven(Geraldine McNulty)
Janet Dawkins Sunday munkatársa a rendelőben. A sorozat szerint három gyermeke van és egy nővére, de őket nagyon nem kedveli. Mrs Raven egy unott, talán depressziós 50 év körüli nő.

### Stanley és Ella Dawkins(Tim Wylton és Lill Roughley)
Janet szülei.

### Tyler(Philip Whitchurch)
Thermoman barátja, a film szerint jövőlátó és szkeptikus. Ő (is) tudja hogy George Monday csak Thermoman álneve, de Thermoman ezt tagadja.

### Avril(Moya Brady)
Thermoman bio-boltjában dolgozó eladónő, többnyire mellékszereplő. 